# اشچیانی، استان مازویان
اشچیانی، استان مازویان (به لاتین: Trzciany, Masovian Voivodeship) یک منطقهٔ مسکونی در لهستان است که در Gmina Jabłonna, Masovian Voivodeship واقع شده‌است.

## خصوصیات
اشچیانی ۱۲۵ نفر جمعیت دارد.